# گلن‌ویل، استرالیای جنوبی
گلن‌ویل (به انگلیسی: Glanville) یک حومه شهر در استرالیا است که در استرالیای جنوبی واقع شده‌است.